# Antonio Dabezies
Antonio María Dabezies Massone (Montevideo, 24 de septiembre de 1942 - 5 de diciembre de 2024) fue un escritor y periodista uruguayo, declarado Ciudadano Ilustre de Montevideo en 2019.

## Biografía
Nació en Montevideo en el barrio del Prado.
En la década del 60 se dedicó al periodismo deportivo en el diario BP Color, y en 1968 pasó al periodismo político con coberturas de las manifestaciones estudiantiles. Con esta experiencia fue elegido jefe de redacción del nuevo vespertino Extra.
También fue imprentero y diagramador; responsable gráfico de la revista democristiana Opción. Fundó la revista de humor El Dedo y la publicación Guambia entre otras.

## Reconocimiento
- 1980: mención especial en concurso organizado por El Día, por su libro El mudo Benítez.[4]
- 2024: Premio Legión del Libro otorgado por la Cámara Uruguaya del Libro.[5]